# Abe (voornaam)
Abe is een jongensnaam. Het is oorspronkelijk een Noord-Nederlandse voornaam (voornamelijk Friesland en Groningen). In het Engels komt de voornaam Abe (uitgesproken als /ˈeɪb/) ook voor als verkorte vorm van Abraham.

## Herkomst
Er zijn twee mogelijkheden voor de herkomst van de naam:
- de naam is een verkorting van een Germaanse naam die begint met adel- en gevolgd wordt door een b, zoals Adelbert
- de naam is afkomstig van een naam die begint met alf- en gevolgd wordt door een b, zoals Alberik

## Varianten
Onder meer de volgende namen zijn varianten of afgeleiden van Abe:
- Abbe, Abbo, Abel, Abele, Abke, Abo, Aebe, Aebel, Aeble, Aibel, Eabe, Eabele, Eapke, Oabel.

## Bekende naamdragers

### Abe (Nederlands)
- Abe Bonnema, Nederlandse architect
- Abe Lenstra, Nederlandse voetballer
- Abe de Vries (schaatser), Nederlandse schaatser

### Abe (Engels)
- Abraham Lincoln, Amerikaanse president, die soms met Abe wordt aangeduid
- Abe Vigoda, Amerikaans acteur